# Bartolomeo de’ Libri
Bartolomeo di Francesco de’ Libri († etwa Ende 1519/Anfang 1520) war ein Buchdrucker in Florenz.

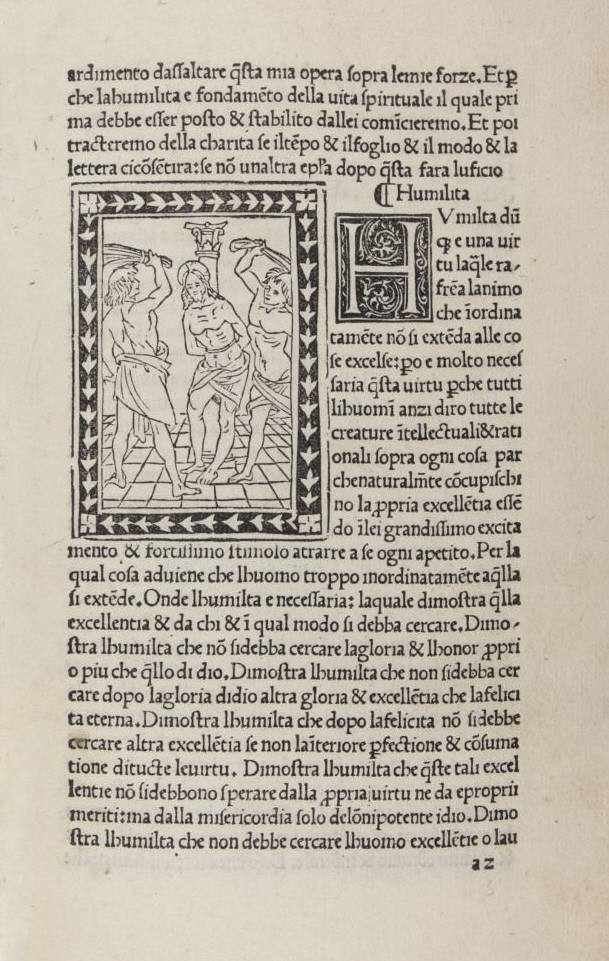
Girolamo Savonarola: Trattato dell’humilità. [Florenz: Bartolomeo de’ Libri], fol. 2 recto..

Entgegen der Vermutung von Liliana Poli und Alfredo Cioni ist er nicht gleichzusetzen mit dem Bartolomeo di Francesco di Neri, welcher von 1453 bis 1482 als Papier- und Buchhändler nachweisbar ist. Möglicherweise ist Bartolomeo de’ Libri identisch mit dem ser Meo, welcher ab 1478 im Diario der Druckerei im Kloster San Jacopo di Ripoli genannt wurde. Sicher ist, dass Bartolomeo di Francesco seit 1481 Priester und Kaplan im Oratorium von Orsanmichele war. Mehr als zweihundertfünfzig Drucke können Bartolomeo zugewiesen werden, doch nur sehr wenige seiner Drucke sind firmiert und datiert. Der erste datierte Druck stammt aus dem Jahr 1482, der erste firmierte erschien 1487. Der letzte firmierte und datierte Druck trägt das Datum 7. August 1511. Ein Großteil seiner vielen Drucke sind religiöse Texte in der Volkssprache, darunter zahlreiche Werke Girolamo Savonarolas. Bartolomeo de’ Libri druckte auch im Auftrag von Verlegern wie Piero Pacini und Filippo Giunta, ein Rechtsstreit mit letzterem zog sich mehrere Jahre hin. Der Stammvater der späteren Florentiner Druckerfamilie der Sermartelli, Michelangelo di Bartolomeo, war der Sohn des Priesters Bartolomeo de’ Libri mit Maria Ciardi.